# Hibernians Football Club
Paola Hibernians Football Club - mais conhecido por Hibernians - é um clube de futebol da cidade de Paola, em Malta. 
Venceu o Campeonato Maltês por 13 vezes, a última na temporada 2021/22. Contabiliza também outros 13 títulos, somando aos dez Campeonatos nacionais 24 triunfos.
Além disso, o Hibs obteve ainda resultados expressivos contra os poderosos Manchester United e Real Madrid, empatando em 0 a 0 com ambos os times.
Manda suas partidas no Hibernians Stadium, em Paola, com capacidade para receber 4 mil torcedores.

## Uniformes
- Uniforme titular: Camisa branca com listras pretas, calção preto e meias pretas.
- Uniforme reserva: Camisa amarela com detalhes pretos nas mangas e gola preta, calção preto e meias pretas.

## Títulos
- Campeonato Maltês de Futebol: 13

1960/61, 1966/67, 1968/69, 1978/79, 1980/81, 1981/82, 1993/94, 1994/95, 2001/02, 2008/09, 2014/15, 2016/17, 2021/22
- Copa de Malta: 11

1961/62, 1969/70, 1970/71, 1979/80, 1981/82, 1997/98, 2005/06, 2006/07, 2011/12, 2012/13, 2024/25
- Supercopa de Malta: 3

1994, 2007, 2015, 2022